# جوسيف شنايدر (مجدف)
جوسيف شنايدر هو مجدف سويسري، ولد في 1891، وتوفي في مايو 1966 في ثون في سويسرا.

## وصلات خارجية
- جوسيف شنايدر على موقع الاتحاد الدولي للتجديف (الإنجليزية)
- جوسيف شنايدر على موقع أوليمبيديا (الإنجليزية)